# Oued Fès
Oued Fès ou la rivière Fès est une rivière au Maroc. C'est un affluent de la rivière Sebou et historiquement la principale source d'eau de la ville de Fès, qui lui a donné son nom.

La rivière se compose d'un certain nombre de ruisseaux différents qui prennent leur source dans la plaine du Saïss au sud et à l'ouest de Fès avant de se rejoindre dans la région de Fès el-Bali, la vieille ville (médina) de Fès. Au cours des siècles, la rivière a été divisée et détournée en une multitude de canaux qui distribuaient l'eau à travers la ville et alimentaient autrefois un certain nombre de roues hydrauliques historiques. Ces différents canaux d'eau convergent vers l'Oued Bou Khareb qui traverse le milieu de la vieille ville et divise historiquement les quartiers Qarawiyyin et Andalusiyyin. Après avoir quitté la ville, la rivière coule vers l'est sur une courte distance avant de rejoindre la rivière Sebou. Les différentes branches et sections de la rivière, y compris de nombreux canaux artificiels, ont également leur propre nom.

## Description de la rivière

### La source
La rivière commence à Ras al-Ma, à 12 kilomètres au sud-ouest de la ville, à partir d'un creux de calcaire lacustre, avec un débit approximatif de 500 litres par seconde.

### Oued Al Jawahir
Le bras principal de la rivière longe le bord nord du parc du Palais Royal (le Dar al-Makhzen) et de Fès el-Jdid avant d'entrer dans Fès el-Bali. Cette section est également connue sous le nom de Oued Al Jawahir. Il a autrefois traversé une zone plate de marais et de zones humides située près de ce qui est maintenant Fès el-Jdid et de la Ville Nouvelle moderne, avant d'émerger à plusieurs endroits. Cependant, depuis la fondation de Fès el-Jdid (XIIIe siècle), l'Oued Al Jawahir a été progressivement détourné et certains de ses anciens cours d'eau semblent avoir disparu. Le débit de la rivière a été repensé pour fournir de l'eau au complexe du palais royal et à une succession de jardins royaux tels que les jardins Mosara des Marinides (aujourd'hui disparus) et les jardins Jnan Sbil du XIXe siècle (toujours existants), avant de continuer vers Fès. el-Bali, où il est distribué à travers un vaste réseau de ruisseaux et de canaux artificiels qui aboutissent à l'Oued Bou Khareb.

### Oued Bou Khareb
Oued Bou Khareb (ou parfois Oued el-Kbir) est le nom usuel donné au cours urbain principal de la rivière à travers le milieu de Fès el-Bali. Cette rivière est initialement alimentée par deux autres cours d'eau appelés Oued ez-Zitoun et l'Oued Bou Fekran qui entrent dans la ville par le sud à Bab Jdid. Il est également alimenté par les différents canaux qui se séparent de l'Oued Al Jawahir pour approvisionner la ville avant de finir par ce ravin au milieu de la ville. Point le plus bas de la médina, le fleuve sert ainsi de collecteur des eaux usées de la ville.
Le cours du Bou Khareb forme également la frontière historique entre les quartiers Qarawiyyin et Andalus de la ville, qui étaient à l'origine deux villes distinctes (al-'Aliya et Madinat Fas) au début de leur histoire avant d'être réunies par les Almoravides au 11e. siècle. Une grande partie du parcours de l'Oued Bou Khareb, de Bab Jdid à la place R'cif, est désormais cachée sous une route moderne pour la circulation automobile (l'une des rares à pénétrer dans la médina). La route couvre la rivière jusqu'à la place R'cif, une grande place au cœur de la médina, et la rivière resurgit du côté nord de la place. De là, la rivière coule au nord-est et sort de la ville entre Bab Guissa et l'ancienne porte de Bab Sidi Bou Jida.